# Unciaal 094
Unciaal 094 (Gregory-Aland), ε 016 (Soden), is een van de Bijbelse handschriften in de Griekse taal. Het dateert uit de 6e eeuw en is geschreven met uncialen op perkament.

## Beschrijving
Het bevat de tekst van het Evangelie volgens Matteüs (24:9-21). De gehele codex bestaat uit 1 blad (30 × 24 cm) en werd geschreven in twee kolommen per pagina, 20 regels per pagina.
Het is een palimpsest.
De codex is een representant van het Alexandrijnse tekst-type, Kurt Aland plaatste de codex in Categorie II.

## Geschiedenis
Het werd ontdekt in Saloniki.
Het handschrift bevindt zich in de Nationale Bibliotheek van Griekenland (Or. 2106), in Athene.